# Ramal ferroviario Alta Vista-Darregueira-Alpachiri
El Ramal Alta Vista - Darregueira - Alpachiri pertenece al Ferrocarril General Roca y al Ferrocarril Domingo Faustino Sarmiento, Argentina.

## Ubicación
Se halla en las provincias de Buenos Aires y La Pampa. 

## Características
Es un ramal secundario de la red del Ferrocarril General Roca. Tiene una extensión de 131 km entre Alta Vista y Alpachiri.
Entre Alta vista y Darregueira es parte del Ferrocarril General Roca, y de Darregueira a Alpachiri, del Ferrocarril Domingo Faustino Sarmiento.

## Servicios
No presta servicios de pasajeros.
Está concesionado a la empresa FerroExpreso Pampeano en todo su trayecto para transporte de cargas. Las formaciones cargueras suelen correr en el tramo entre Darregueira y Alta Vista.
Hasta la década de 90 se prestaban servicios de pasajeros bajo el Ferrocarril Domingo Faustino Sarmiento desde y hacia Once.

## Historia
El ramal fue construido por el Ferrocarril del Sud desde Alta Vista hasta Remecó entre 1905 y 1906 y desde Guatrache hasta Alpachiri por el Ferrocarril Bahía Blanca y Noroeste en 1911.